# ساگوئتا
ساگوئتا شهری در شهرستان سامی در استان بانوا در بورکینافاسوی غربی است و جمعیت آن ۶۳۲ نفر است.